# Pontenx-les-Forges
Pontenx-les-Forges ist eine französische Stadt mit 1737 Einwohnern (Stand 1. Januar 2022) im Département Landes in der Region Nouvelle-Aquitaine. Sie gehört zum Arrondissement Mont-de-Marsan und zum Kanton Côte d’Argent.

## Geografie
Pontenx-les-Forges ist eine Gemeinde im Pays de Born. Sie liegt etwa elf Kilometer östlich von Mimizan und 17 Kilometer östlich der Atlantikküste.
Nachbargemeinden sind Parentis-en-Born im Norden, Lüe im Osten, Escource im Süden und Saint-Paul-en-Born im Westen.